# Unió Municipalista
Unió Municipalista és una confederació de partits polítics valencians creat el 2024.
Va celebrar el primer congrés el 26 d'octubre del 2024, amb la llista de Jorge Rodríguez, d'Ens Uneix, com a únic candidat al lideratge de la formació.
En el moment del seu naixement, entre cent i dos-cents càrrecs electes d'una seixantena de municipis provinents de formacions d'àmbit local formaren part de la formació.